# UFC on Fox: Lawler vs. Brown
UFC on Fox: Lawler vs. Brown (también conocido como UFC on Fox 12) fue un evento de artes marciales mixtas celebrado por Ultimate Fighting Championship el 26 de julio de 2014 en el SAP Center en San José, California.

## Historia
El evento estuvo encabezado por una pelea de peso wélter entre Matt Brown y Robbie Lawler. El presidente de UFC, Dana White, anunció posteriormente que el ganador del evento principal recibiría una oportunidad por el título contra el campeón wélter de UFC Johny Hendricks.
Se esperaba que Michael Johnson se enfrentara a Josh Thomson en el evento. Sin embargo, el 11 de julio, Johnson se retiró de la pelea y fue reemplazado por Bobby Green.

## Resultados
1. ↑  Eliminatoria por el título.
2. ↑  Victoria originalmente por sumisión (rear-naked choke) para Ortega. El resultado fue cambiado a "Sin resultado" después de que Ortega diera positivo por drostanolone durante una revisión posterior a la pelea.

## Premios extra
Cada peleador recibió un bono de $50,000.
- Pelea de la Noche: Robbie Lawler vs. Matt Brown
- Actuación de la Noche: Anthony Johnson y Dennis Bermúdez